# Argentinas nationalbibliotek

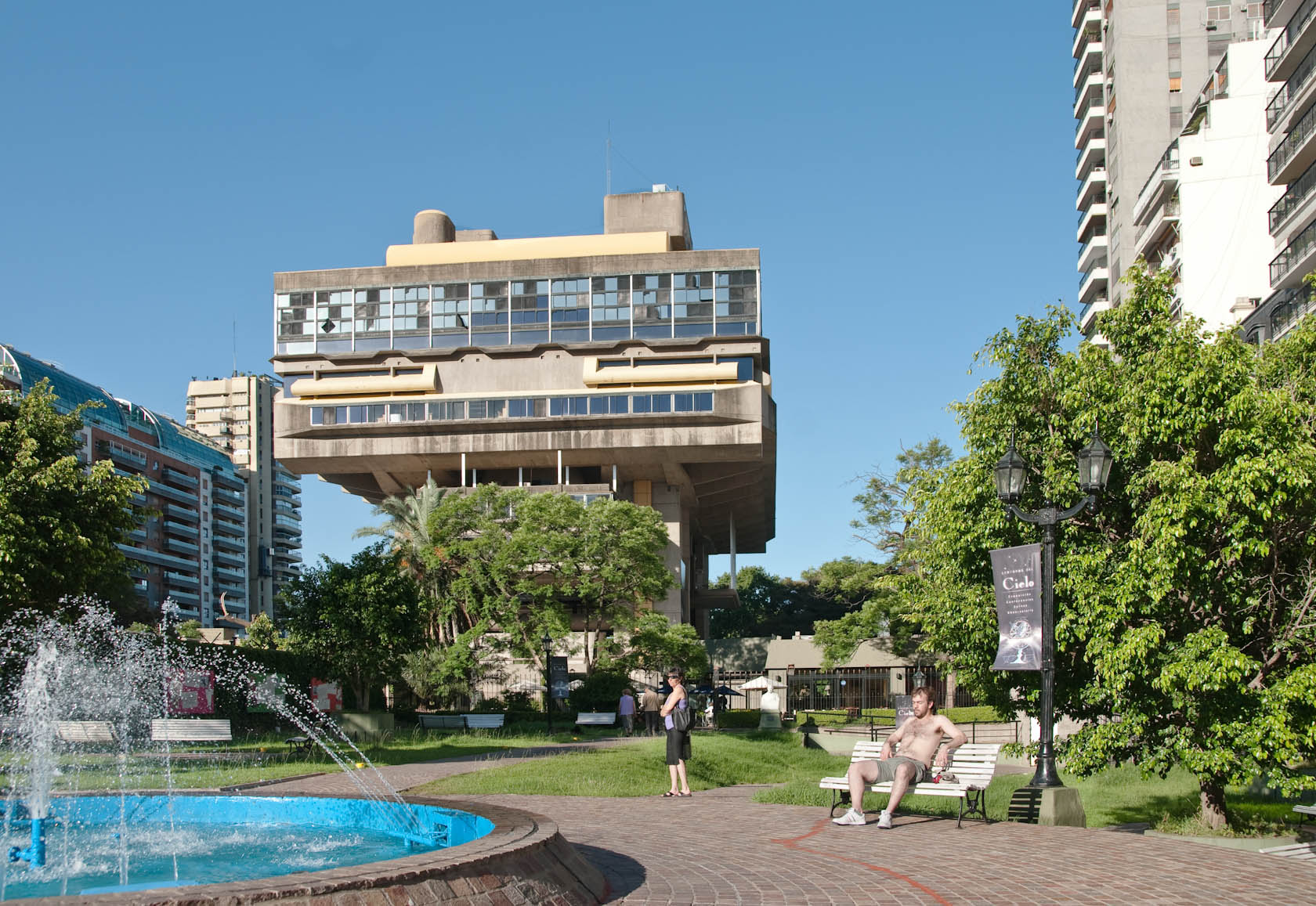
Argentinas nationalbibliotek.

Argentinas nationalbibliotek (spanska: Biblioteca Nacional de la República Argentina) är det största nationalbiblioteket i Argentina och ett av de mest betydande i hela Latinamerika. Det är beläget i stadsdelen Recoleta i Buenos Aires.

## Historik
Biblioteket grundades i september 1810. 